# Dainora
Dainora ist ein litauischer weiblicher Vorname, abgeleitet von Daina + Nora. Die männliche Form ist Dainorius. 

## Personen
- Dainora Alšauskaitė (* 1977), Orientierungsläuferin.